# Gotland

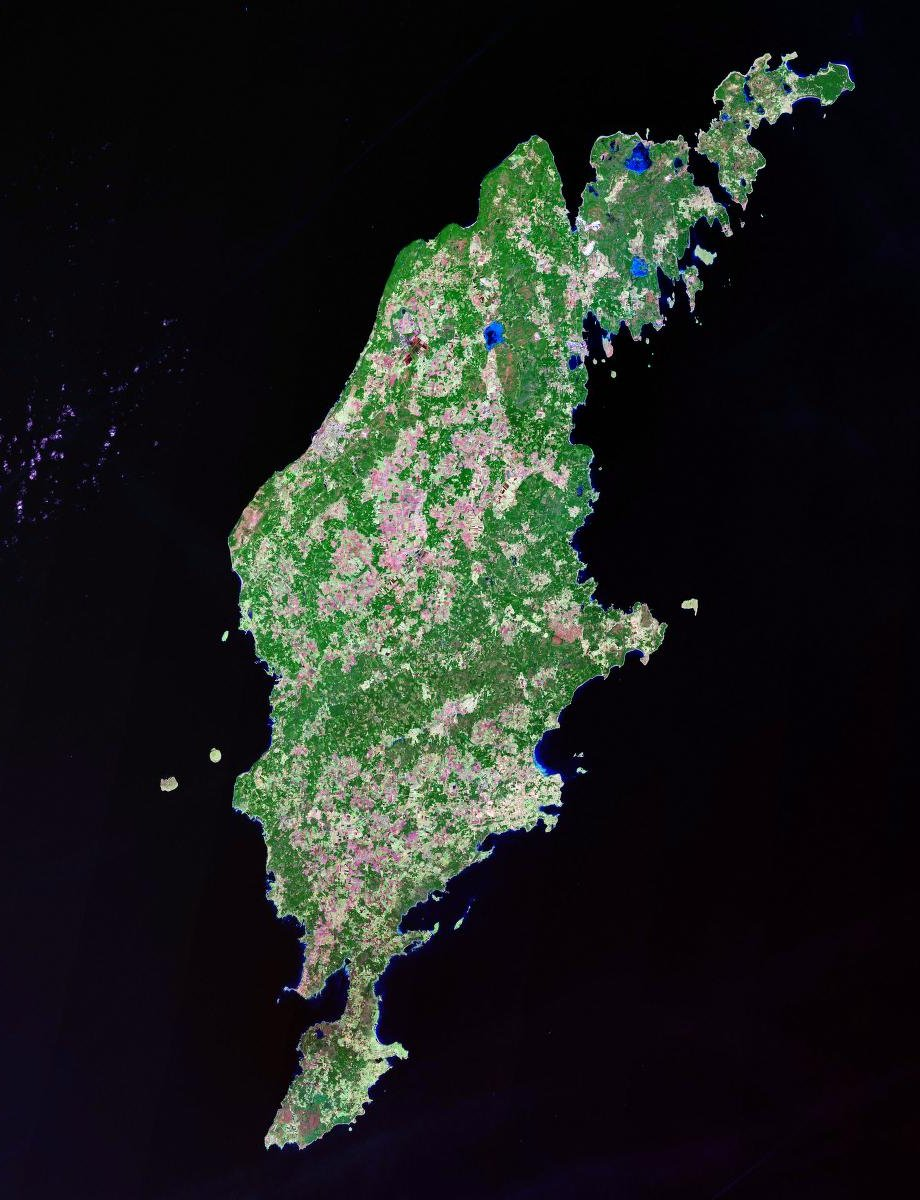
Gotland (Landsat)

Gotland ist eine schwedische Insel und historische Provinz. Die nach Seeland (Dänemark) und vor Fünen (Dänemark) sowie Saaremaa (Estland) zweitgrößte Insel der Ostsee liegt nordöstlich von Öland. Ihren Namen hat sie vom Germanenstamm der Goten, die die Insel laut der Gutasaga um die Zeitenwende zumindest teilweise verließen, um auf dem Kontinent, später als Ost- und Westgoten, große Reiche im mediterranen Raum zu errichten.
Die Insel Gotland bildet zusammen mit einigen benachbarten kleineren Inseln die Provinz Gotlands län, die historische Provinz Gotland sowie die Gemeinde Gotland.

## Geographie

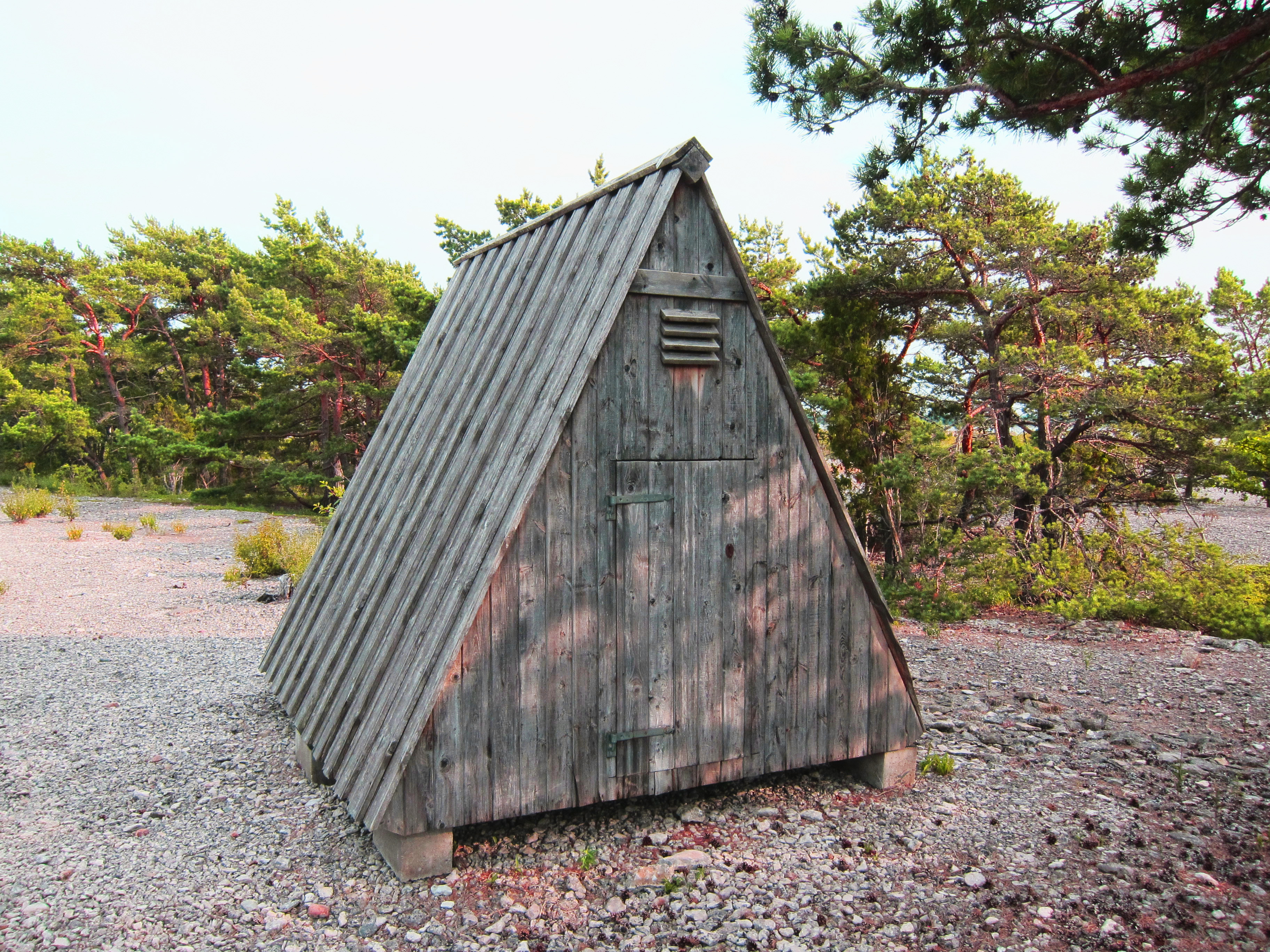
Bläse Kalkbruksmuseum

Gotland besteht zu weiten Teilen aus einem Kalksteinplateau, im Süden liegt ein größerer Bereich auf einer Sandsteinformation. Hauptort der Insel ist die frühere Hansestadt Visby. Entsprechend seinen Ressourcen ist Gotland von der Stein- und Zementindustrie, vom Mergel- und Tonabbau und vom Fischfang geprägt worden. Die Kalkbrennerei (Kalköfen von Bärlast und Kyllaj) trug zur Entwaldung der Insel bei. Im Jahr 1730 wurde die Zahl der Öfen auf 18 halbiert. Heute wird nur noch an wenigen Orten Kalkstein abgebaut. Die Zementherstellung ist auf den Ort Slite konzentriert, wo Schwedens größtes Werk steht. In Bläse befindet sich ein Kalkwerksmuseum (schwed. Bläse kalkbruksmuseum).
Die höchste Erhebung ist unter 82 m hoch. Es gibt auf Gotland insgesamt etwa 50 ständig mit Wasser gefüllte Seen, von denen vier eine Fläche von mehr als einem Quadratkilometer haben: Bäste träsk, Tingstädeträsk, Fardumeträsk und Bogeviken.

### Flora und Fauna

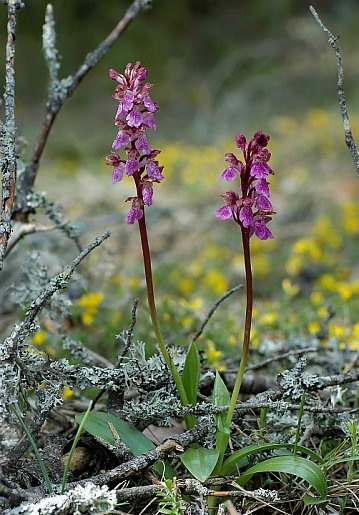
Spitzels Knabenkraut ist eine besondere Rarität der gotländischen Pflanzenwelt

Gotland ist bekannt für seine sehr artenreiche Naturlandschaft. Besonders die Vogelwelt und die Vielfalt an Orchideen sind hervorzuheben. Zahlreiche Naturreservate wurden auf der gesamten Insel eingerichtet, darunter das Uppstaigreservat und eines auf der Torsburg sowie zwei andere auf den Inseln Lilla Karlsö und Stora Karlsö (kleine und große Karlsinsel). Das Guteschaf (schwed. Gutefår), eine kleine robuste Hausschafrasse, ist die älteste schwedische Rasse. Bis in die Neuzeit gehörte die winterliche Robbenjagd auf Gotland zur Ernährungsgrundlage der Inselbevölkerung.

### Landschaftssymbole
- Blume: Efeu
- Tier: Igel
- Vogel: Halsbandschnäpper
- Fisch: Steinbutt

## Geschichte

### Altertum
Gotland ist eine Insel mit einigen Nebeninseln (u. a. Fårö, Lilla und Stora Karlsö und Östergarnsholm), die nach der Eiszeit aufgrund der Landhebung und unterschiedlicher Meeresstände der Ostsee in mehreren Etappen aus der Ancylussee emporwuchs. Die Insel wurde zunächst von Jägern und Sammlern besiedelt. Die Skelettfunde von Stenkyrka und Lummelunda sind etwa 8000 Jahre alt. Damit sind sie nicht nur die ältesten in Gotland, sondern gehören auch zu den ältesten in Schweden. Um 2000 v. Chr. wurden die Jäger von Ackerbauern verdrängt. Wenig später gelangte bereits die Bronze auf die Insel. Die Eisenzeit begann wie im übrigen Norden um 500 v. Chr. Die Siedlungen dienten offenbar auch als Handelsplätze. An mehreren von ihnen haben Archäologen Feuerstein gefunden, der aus Südschweden stammt; Pfeilspitzen aus Schiefer kamen aus Mittelschweden oder Norrland und Bernstein vom südlichen Ostseeufer.
Aus der Vorzeit haben sich viele Überreste als Bodendenkmale erhalten. Schiffssetzungen und Bildsteine sind Elemente, deren Ursprung offenbar auf Gotland lag. Radgräber (bei Linde und Stenkyrka), beinahe 400 Runensteine, auch Menhire und Steinkisten sind sehr zahlreich. Steinhügelgräber, die auf Schwedisch Rojr (deutsch „Röser“) heißen, und Felsritzungen vervollständigen die Relikte der Vorzeit. Das Bulverket, ein Pfahlbau im Tingstädeträsk, ist eine einmalige Anlage aus dieser Zeit. Seltsam sind auch die Trullhalsar (Trollhälse), vendelzeitliche Grabkreise, die sich ähnlich auch im heutigen Polen finden. Nicht zuletzt prägten sechs große Gräberfelder (z. B. Gräberfeld von Lilla Bjärs, Gräberfeld von Lilla Ihre) und frühzeitliche Burganlagen, darunter Stora Havor, Gammelslott, Grogarnsberget, Herregårdsklint, Styrmansberg und die Torsburg, die jüngere Vorzeit der Insel ebenso wie die Trojaburgen, die nordischen Labyrinthe.
Das Freilichtmuseum von Bunge und Gotlands Fornsal in Visby zeigen viel davon. Die über 800 auf der Insel gefundenen wikingerzeitlichen Hortfunde, darunter die drei im Jahr 2000 geborgenen Horte von Spillings (allein 65 kg Silber mit einem Materialwert von 600.000 €), sind hingegen in Stockholm zu sehen. Das gilt auch für den vorwikingerzeitlichen Hortfund von Havor. Bereits Mitte des 7. Jahrhunderts war das Baltikum Ziel von schwedischen Aktivitäten. Sagas, die allerdings erst im 13. Jahrhundert aufgezeichnet wurden, schildern die Taten der Könige Ivar Vidfamne (Ívarr inn víðfaðmi – 655–695 n. Chr.) und Harald Hildetand. Ivar Vidfamne soll das Baltikum und die Gegend um Gardarike in Karelien erobert haben. Von dauerhafter Landnahme kann aber keine Rede sein, denn das Reich zerfiel mit seinem Tod. Dass kurische Waffen und Schmuckstücke nach Gotland gelangten, belegen Ziernadeln, Fibeln und Schwerter aus dem 10. Jahrhundert. Man fand Utensilien, wie sie in der Umgebung von Memel und Kretinga vorkommen, an der gotländischen Küste. Das Grab in Hugleifs belegt die Anwesenheit von Kuren auf der Insel. Die Funde deuten Handelsbeziehungen zu den Balten an, allerdings erst im 10. und 11. Jahrhundert.
Eine Besonderheit ist, dass das Altgutnische, das auf der Insel im Mittelalter gesprochen wurde, eine eigenständige nordgermanische Sprache war und dass auf Gotland ein eigenes Landesrecht (Landskapslag) galt, das erst in der frühen Neuzeit ersetzt wurde. So kennt das Gutalag (Gotlandsgesetz) bis 1595 keinen Lagman.

### Vorgeschichtliche Häuser
Die Reste der ältesten Siedlungsstruktur auf Gotland stammen aus der Zeit um Christi Geburt. Es sind große Steinfundamente, die bis zu 60 m lang sein können und Mauerstärken bis zu 1,5 m zeigen. Auf der Insel gibt es annähernd 1800 in Gruppen liegende Fundamente. Die großen Häuser boten Platz für Wohnteil und Stall. Auf den Fundamenten ruhte ein steiles Dach, abgestützt durch Doppelreihen kräftiger Pfosten. Das Dach war vermutlich mit Reet (gotländ. „Ag“) gedeckt, das bis in unsere Zeit als Deckmaterial für ländliche Wirtschaftsgebäude dient. Man baute primär Gerste, Weizen und Roggen an. Die Saat wurde durch Mauern aus Stein vor Vieh und Wild geschützt. Einige Reste der alten Ackersystemgrenzen, so genannte „Fornäckrar“ gibt es noch. Vieh wurde auch auf den nicht umzäunten Weiden, den Allmenden, gehalten. Rinder, Ziegen, Schafe, Hausschweine und Hühner sind in der prähistorischen Siedlung Vallhagar belegt. Einige der Plätze, darauf deuten reiche Funde hin, waren eisenzeitliche Handelszentren.
Schon in heidnischer Zeit war Gotland in 20 Thingbezirke eingeteilt. Diese Einteilung bestand bis 1745 fort, wurde dann aber den Pfarrbezirken angepasst.

### Mittelalter
In der Mitte des 10. Jahrhunderts gehörte die Insel noch zum Reich der heidnischen mittelschwedischen Svear, unter deren Schutz sie sich gestellt hatte. Der Sage nach soll der Norwegerkönig Olav der Heilige die Insel 1029 n. Chr. christianisiert haben. Die Grabplatte aus der Johanneskirche von Visby dokumentiert den Übergang. Gotland war bereits vor und während der Zeit der Wikinger sowie im frühen und späten Mittelalter ein wichtiger Platz für den Ostseehandel. Später hatte die Hanse maßgeblichen Anteil daran. Lange bevor Lübeck und andere Städte an der Ostsee gegründet wurden, waren die Inselhäfen Paviken und Fröjel, später dann Visby Drehpunkt des Warenverkehrs zwischen Avaldsnes auf Karmøy und Kaupang in Norwegen, Birka und Sigtuna in Schweden, Dorestad in den Niederlanden, Haithabu, Ribe und Tissø im damaligen Dänemark, Quentovic in Frankreich, Jomsburg (Vineta), Ralswiek, Reric, Truso und Wiskiauten an der südlichen Ostseeküste, Nowgorod in Russland und Seeburg im Baltikum. Bäuerliche Händler brachten begehrte Güter über das Meer. In ihrem Gefolge, wohl als Gäste oder als Partner, kamen im 12. Jahrhundert immer mehr Kaufleute aus den neu gegründeten Städten an der Ostsee und aus dem Rheinland und Westfalen auf die Insel. Schnell übernahmen sie mit eigenen Schiffen den Großteil des Handelsvolumens. 
Die deutschen Händler, zum größten Teil ansässig in Visby, wo sie großen Einfluss auf die Stadtentwicklung mit dem Bau prachtvoller Höfe, Häuser und der Marienkirche hatten, wurden alsbald zur ernsthaften Konkurrenz für die ländliche Bevölkerung; Spannungen waren daher unausweichlich. Dieser Gegensatz zwischen Kaufleuten und Landbevölkerung mündete 1288 in einen militärischen Konflikt. In mehreren Kämpfen musste sich die Stadt Visby, die dem schwedischen König Magnus Ladulås unterstand und ihm zur Heeresfolge verpflichtet war, gegen die Bauern behaupten und erlitt dabei trotz ihrer Befestigungsanlage – die noch heute weitgehend erhaltene Stadtmauer war knapp 3,6 km lang und hatte neben drei Toren auch 44 Wehrtürme – schwere Zerstörungen. 
1361 landete der dänische König Waldemar Atterdag mit einer 3000 Mann starken Streitmacht auf der Insel. Ein eilig aufgestelltes Heer der Landbevölkerung – die Bürger verschanzten sich derweilen – stellte sich dem Invasionsheer entgegen. Es wurde in einer ersten Schlacht bei Mästerby geschlagen. Die verbleibenden Kämpfer zogen sich nach Visby zurück. Es ist unklar, warum sie dorthin zogen. Womöglich erhofften sie sich trotz Differenzen in der Vergangenheit militärischen Beistand oder Schutz innerhalb der stark befestigten Stadt. Die Stadt gewährte allerdings keinen Einlass. Daher wurde das letzte Aufgebot vom überlegenen dänischen Heer auf offenem Feld gestellt und in der Schlacht von Visby vernichtend geschlagen. Rund 2000 Menschen fanden den Tod. Nach der Schlacht kapitulierte die befestigte Stadt Visby, erhielt aber im Gegenzug zwei Tage später die Bestätigung ihrer alten Rechte und Privilegien.

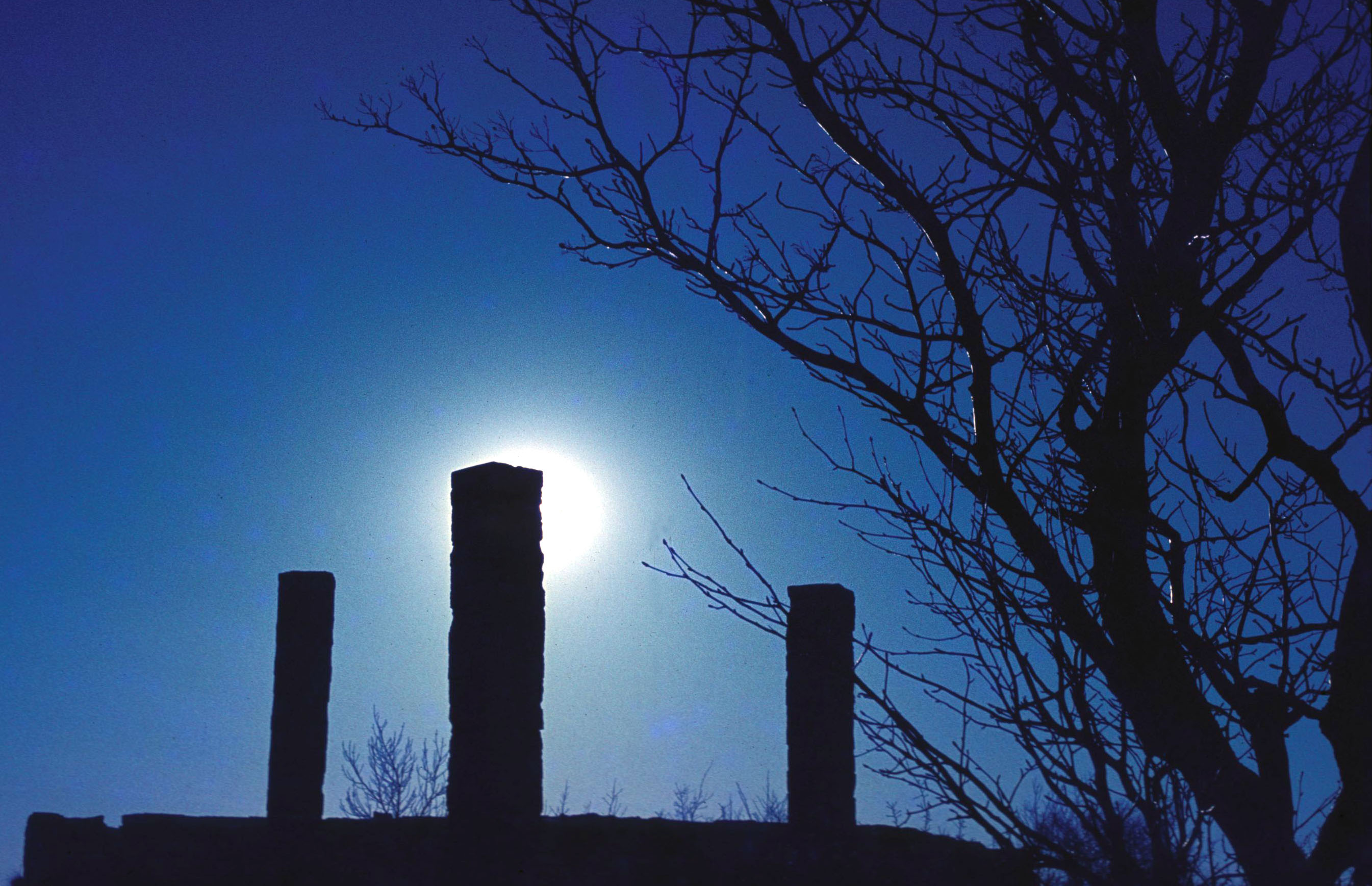
Galgen bei Visby

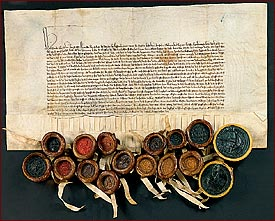
Vertrag mit dem Deutschen Orden über die Rückgabe Gotlands

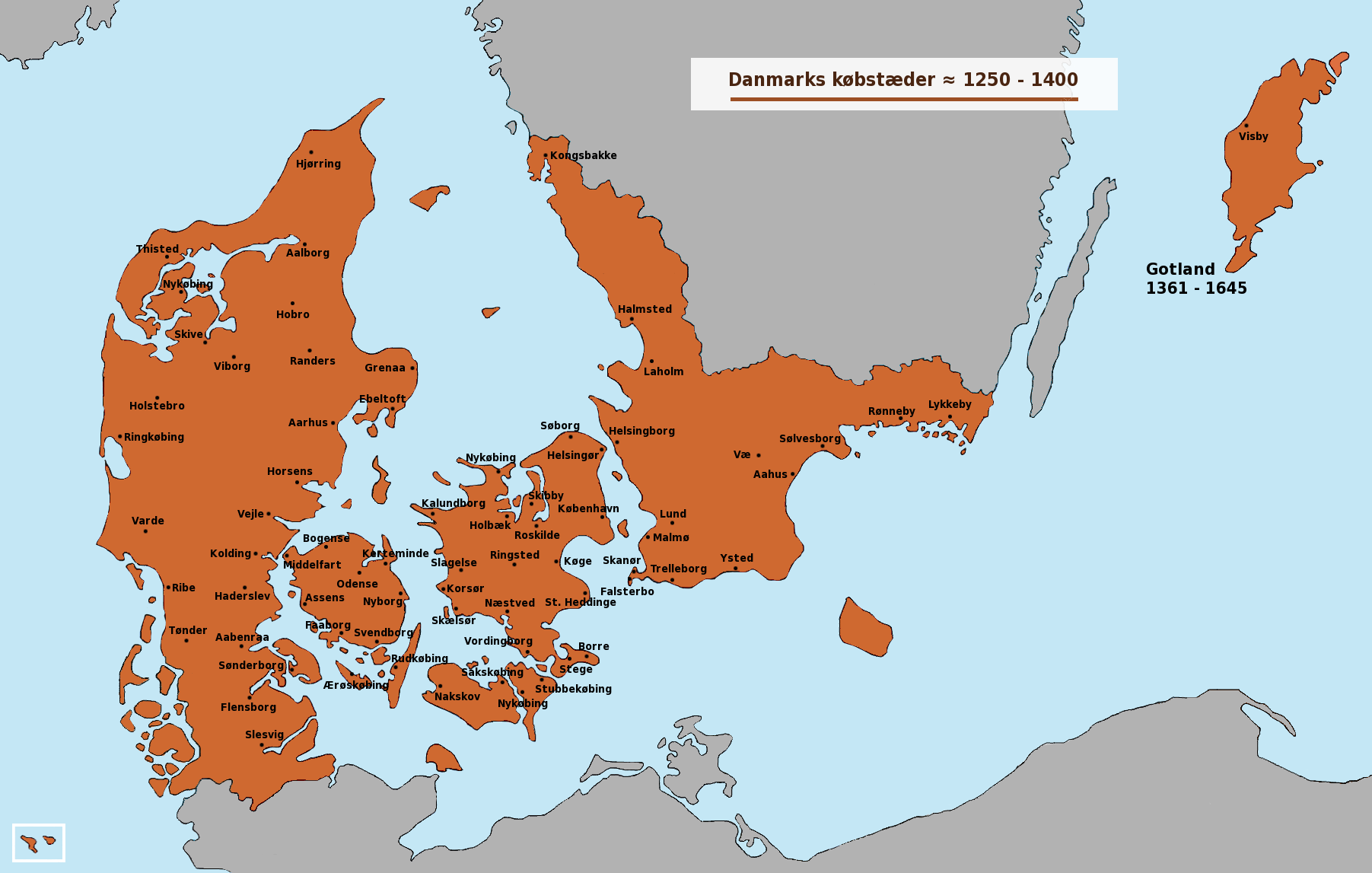
Gotland als Teil Dänemarks

Seitdem war Gotland dänisch. Im Krieg Dänemarks gegen Schweden besetzten 1394 die Vitalienbrüder die Insel als Operationsbasis, wo sie sich als Freibeuter unter der Losung „Gottes Freunde, aller Welt Feinde!“ allmählich verselbstständigten und zu gefürchteten Seeräubern entwickelten. Auf Vivesholm liegen noch die Reste einer Befestigungsanlage, die Albrecht von Mecklenburg nach seiner Absetzung als schwedischer König als Anführer der Vitalienbrüder bauen ließ. Schließlich vertrieb der Deutsche Orden unter Konrad von Jungingen 1398 die Vitalienbrüder von Gotland, das dem Ritterorden von Schweden verpfändet worden war. 1408 wurde die Insel Margarethe von Dänemark zugesprochen. Erich von Pommern begann 1411, am Südende Visbys eine Burg zu errichten. 1439 wurde er als dänischer König abgesetzt, herrschte aber noch elf Jahre über Gotland, bevor er die Burg 1448 dem neuen dänischen König übergab.

### Neuzeit
In der Folgezeit spielten die Gebrüder Olof und Ivar Axelsson Tott eine herausragende Rolle auf der Insel. Der dänische König Christian II., der Søren Norby als Lehnsmann über Gotland eingesetzt hatte, wurde aus seinem Land vertrieben und ging nach Gotland, das er gegen dänische und Lübecker Ansprüche verteidigte. 1525 beschossen die Lübecker Visby; sie konnten die Feste Visborg aber nicht bezwingen. Trotzdem geriet die Insel wieder unter dänische Herrschaft.
Der Übergang zum lutherischen Bekenntnis erfolgte auf Gotland im 16. Jahrhundert, ist aber nicht im Einzelnen dokumentiert.
1645 kam Gotland im Frieden von Brömsebro nach beinahe 300 Jahren wieder zu Schweden. Die Insel wurde 1654 der ehemaligen Königin Christina (1626–1689) als Unterhaltsland zugesprochen. Im dänisch-schwedischen Krieg von 1675 bis 1679 wurde sie am 1. Mai 1676 wieder von den Dänen besetzt, die sie aber 1679 räumen mussten, wobei sie die Stadtburg von Visby, die Visborg, sprengten. Im Nordischen Krieg 1700–1721 und im Finnischen Krieg 1808 wurde die Insel durch russische Truppen in Mitleidenschaft gezogen, bevor friedlichere Zeiten anbrachen.
Die Bedeutung Gotlands als Handelsmetropole der Ostsee ging bald verloren, weil die Buchten als natürliche Häfen für größere und schwerere Schiffe zu flach waren.
In jüngerer Zeit wurden auf der Insel Gotland einige neue Techniken zur elektrischen Energieübertragung erprobt. So ging 1954 zwischen Gotland und dem schwedischen Festland die erste operationelle Anlage zur Hochspannungs-Gleichstrom-Übertragung in der westlichen Welt in Betrieb, die HGÜ Gotland. 1999 wurde auf Gotland erstmals die HGÜ-Anbindung eines Windparks durchgeführt (HGÜ Visby-Nas).
2014 erhielt Prinzessin Leonore von Schweden, die erste Tochter von Prinzessin Madeleine und Christopher O’Neill, den Titel einer Herzogin von Gotland.

## Wappen und Flagge

Inoffizielle Version der Flagge Gotlands

Das Wappen und die offizielle Flagge Gotlands zeigen in Blau einen silbernen, goldbewehrten und goldgezungten Widder, der eine rote Fahne am goldenen Langkreuz mit einem goldenen Flugteil mit dem rechten Lauf hält. Daneben gibt es eine inoffizielle Version der Flagge Gotlands, die auf gelbem Grund mit einem grünen skandinavischen Kreuz belegt ist.

## Kultur

### Sprache
Auf Gotland wird heute neben dem gotländischen Dialekt des Standardschwedischen noch eine besondere Sprache, Gutamål oder Gutnisch, gesprochen, die sich aus dem Altgutnischen entwickelt hat. Charakteristisch für das Gutamål sind u. a. die vielen Diphthonge, die im Schwedischen sonst weniger verbreitet sind.

### Fischerstellen
Die gotländischen Fischerstellen (schwedisch Gotländska fiskelägen) sind für die Insel typisch. Heute gibt es noch etwa 150 Fischerstellen verschiedener Größe, die früher in erster Linie von den an der Küste wohnenden Bauern genutzt wurden (Hallshuk, Helgumannen, Kovik). Davon stehen elf unter Denkmalschutz. Besonders von Fårö aus wurden auch Robben gejagt.

### Die Landkirchen

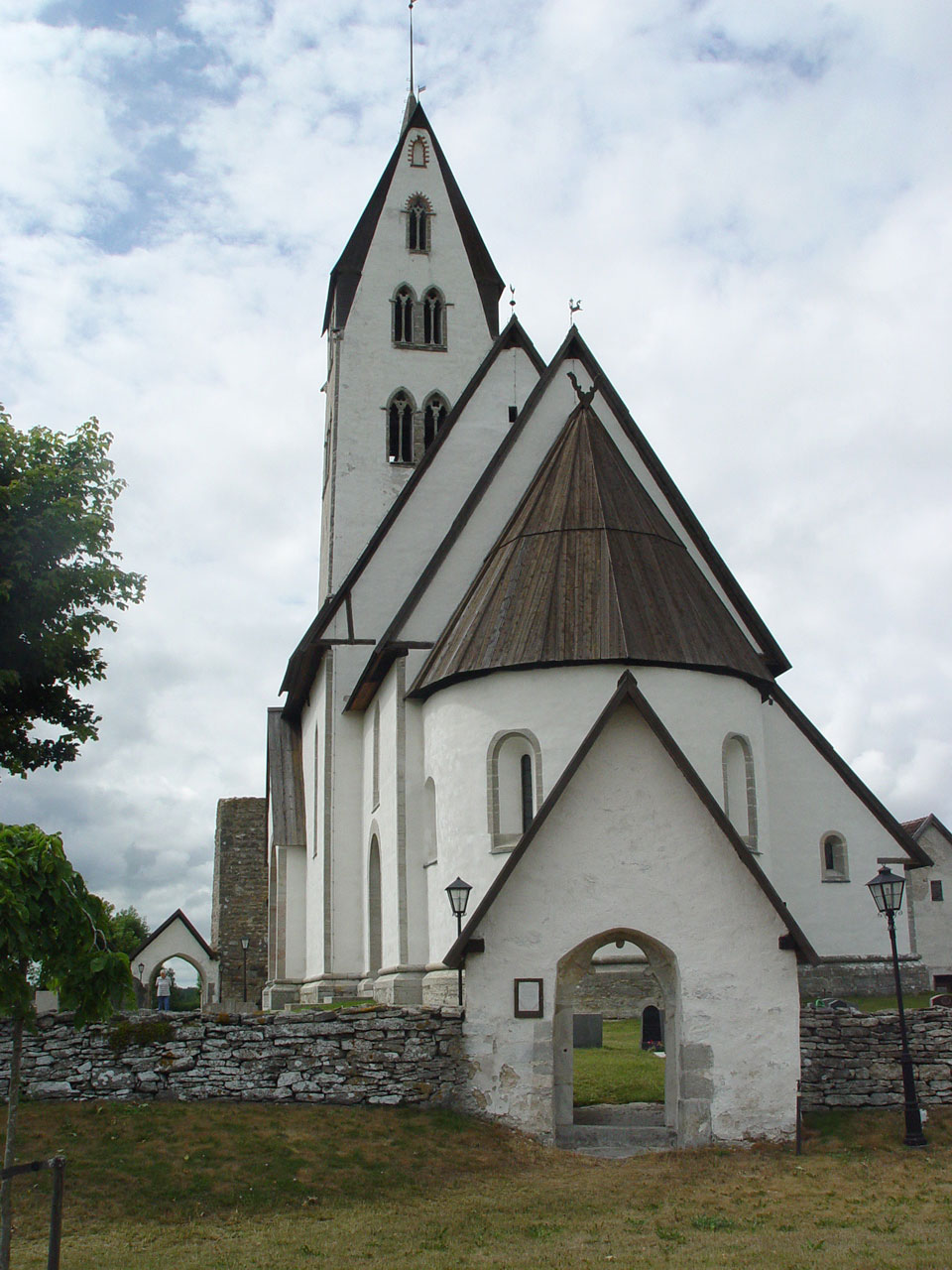
Die Kirche von Gothem

Es gibt fast hundert zumeist gut erhaltene Landkirchen, die überwiegend aus dem Mittelalter stammen. Die ältesten sind die Kirchen in Atlingbo, Fardhem und Stenkyrka (Steinkirche). Als Beispiel für die vor 1150 n. Chr. genutzten Holzkirchen ist eine partielle Rekonstruktion der Kirche von Hemse im Staatlichen Museum von Stockholm zu sehen. Die gotländischen Kirchen überraschen neben ihren Reliefs, Fresken und Taufbecken auch durch eine Vielzahl von Holzkreuzen von hoher künstlerischer Qualität. Die Gotländischen Triumphkruzifixe sind eine besonders schöne Gattung. In der Kirche von Öja hängt ein Triumphkruzifix aus dem 13. Jahrhundert, das in seiner Art einzigartig in Skandinavien ist.

### Kunst auf Gotland
Die Ortschaft Broa auf Gotland gab die Bezeichnung für eine frühmittelalterliche Kunstphase des Wikingerstils ab, die so genannte „Broa-Phase“ in der zweiten Hälfte des 8. Jahrhunderts, die eine Unterart der Oseberg-Stils ist. Sie ist gekennzeichnet durch ein Konglomerat von Motiven und Stilen. Lange und fadige Abzweigungen schaffen ein Netzwerk von lockeren Schlingen um die Haupttiere. Diese bandförmigen Tiere sind ein später Ausläufer der skandinavischen Tierornamentik, die im 6. Jahrhundert entstand.
Im Jahr 1900 zogen der Maler William Blair Bruce und die Bildhauerin Carolina Benedicks-Bruce in ihr Landhaus Brucebo in Väskinde. In den Folgejahren kamen dort verschieden bildende Künstler zu Besuch, aber auch Schriftsteller und Musiker. Seit 1937 sind dort junge Künstler als Stipendiaten untergebracht. Nach dem Zweiten Weltkrieg entstanden in Brucebo verschiedene Filme des Regisseurs Torbjörn Axelman. Seit 2012 ist das Wohnhaus als Künstlermuseum geöffnet.
Auf Gotland entstand der letzte Film von Andrei Tarkowski, Opfer. Der genaue Ort, an dem das im Film gezeigte Haus zweimal abgebrannt wurde, ist 56°59′52,30″ N, 18°22′38,86″ E; man findet vom Haus aber keine Spuren mehr, nur das nahe Wäldchen ist noch unverändert erhalten. Hierhin pilgern jedes Jahr viele Tarkowski-Fans. Zudem spielen auf Gotland die Kriminalfilmserien Maria Wern, Kripo Gotland (2008–2016) und Der Kommissar und das Meer (seit 2007).

## Museen auf Gotland
- Freilichtmuseum Bunge
- Künstlermuseum Brucebo
- Gotlands Museum in Visby (Kunstmuseum)
- Gotlands Fornsal in Visby (Vorgeschichte)
- Volkskundliches Freilichtmuseum Norrlanda Fornstuga
- Vikingabyn in Tofta

## Wirtschaft

### Tourismus

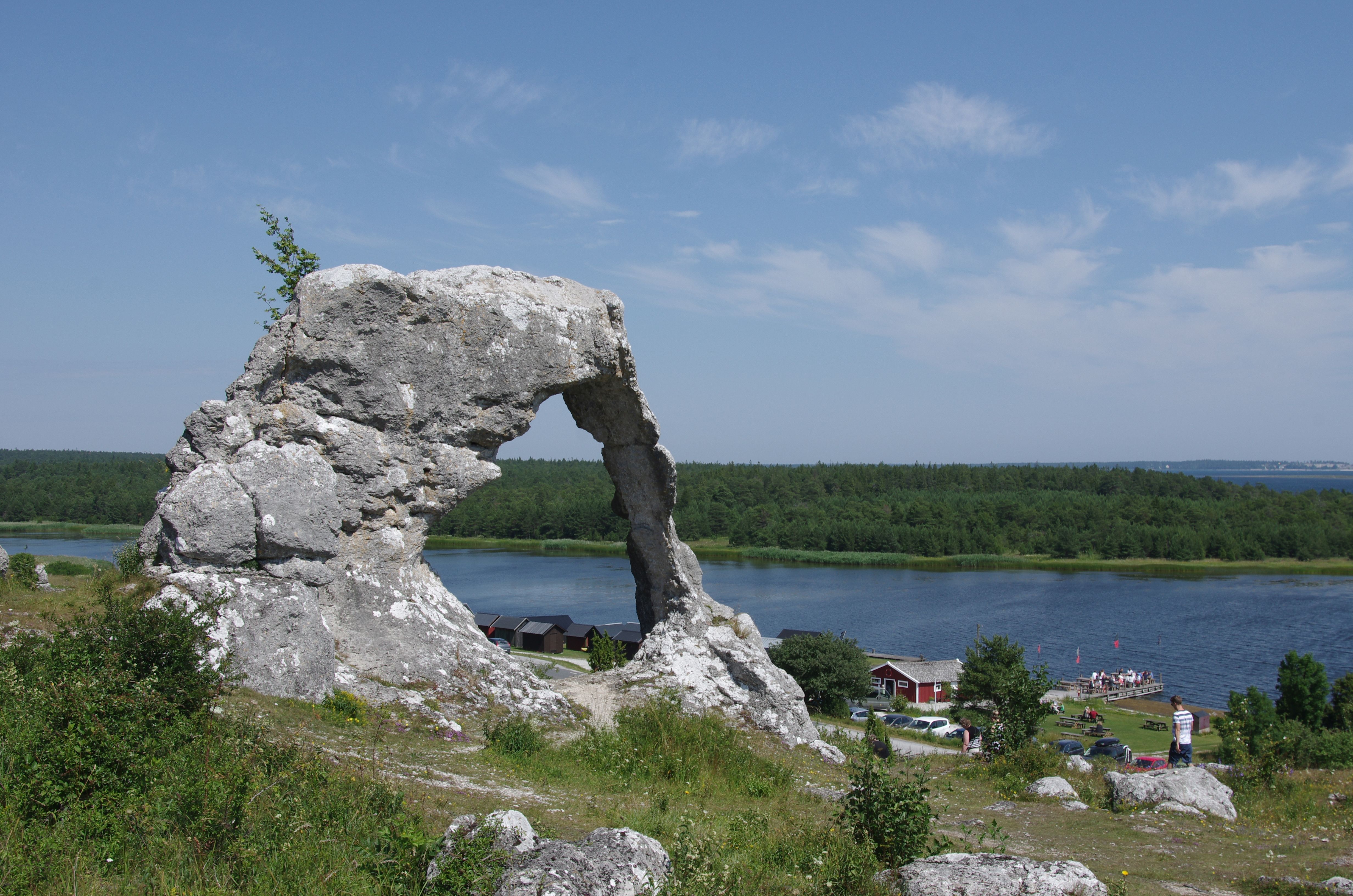
Raukar bei Lergrav

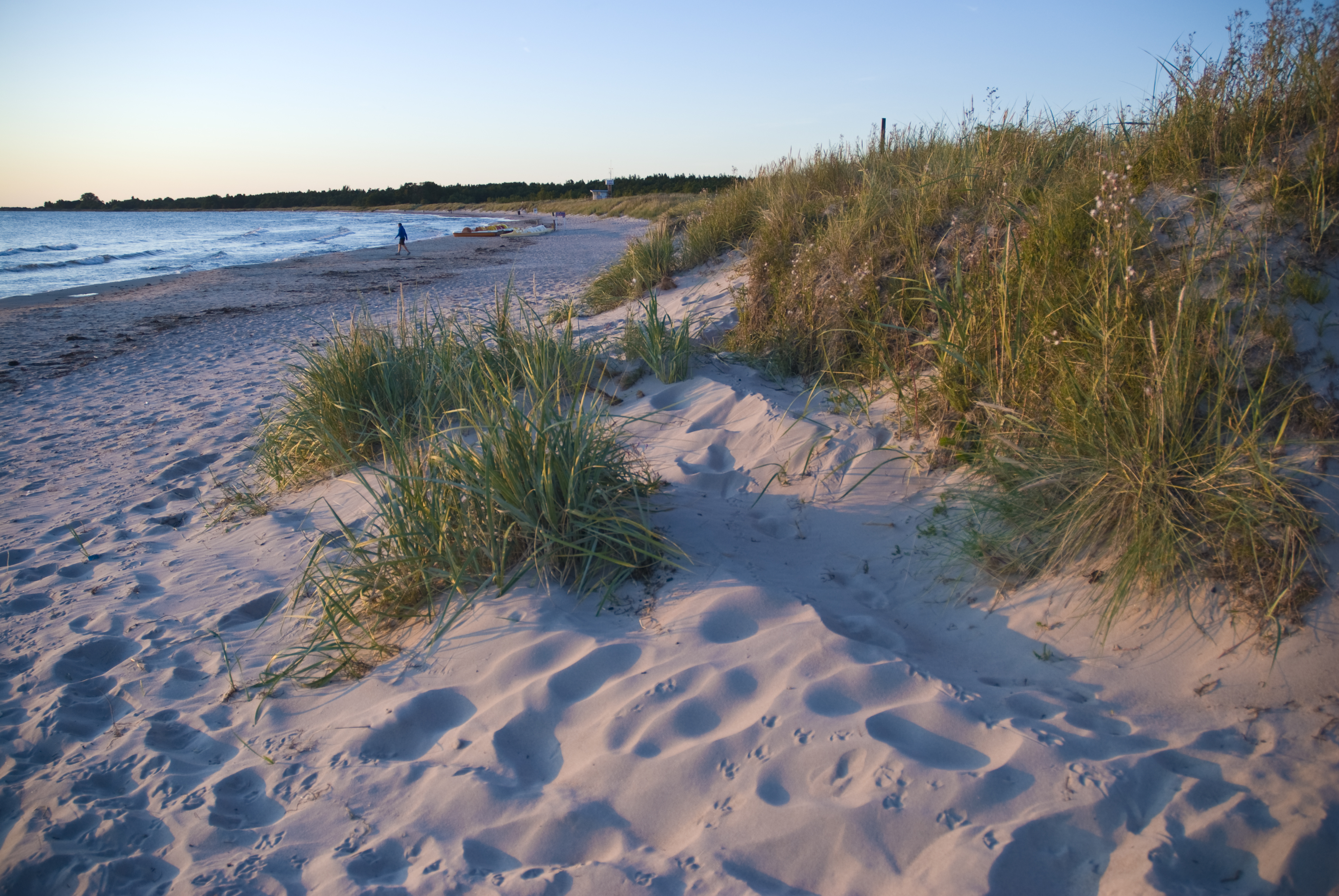
Strand auf Gotland

Heute ist Gotland ein beliebtes Ferienziel, speziell für die Schweden; denn das Klima der Ostseeinsel ist mild. Bei Fahrradtouristen und Jugendlichen ist die Insel besonders beliebt. Zu den Sehenswürdigkeiten auf Gotland wie auch auf der kleineren Nachbarinsel Fårö gehören die Raukar. Dies sind eigentümlich geformte, bis über zehn Meter hohe Kalksteinsäulen an den „Klappersteinfelder“ genannten Steinstränden von Digerhuvud und Langhammars, in den Wäldern bei Lickershamn, im Süden bei Hoburgen und im Osten bei Ljugarn.
Der Hauptanziehungspunkt der Insel ist die mittelalterliche Stadt Visby. Eines der größten Mittelalterfestivals des Nordens findet hier alljährlich in der 32. Kalenderwoche statt. Medeltidsveckan (Mittelalterwoche) lockt Jahr für Jahr rund 40.000 Besucher nach Gotland. Visby verwandelt sich dann für eine Woche in eine lebendige Hansestadt aus dem Jahre 1361 mit Kostümen, Musik, Theater, Markt und Gauklerei.
Am zweiten Wochenende im Juli findet in Stånga die Olympiade von Gotland (Gutarnas olymp) statt, eine mit den Highland-Games vergleichbare Veranstaltung.
Auf der Insel befindet sich in Kneippbyn, nicht weit von Visby, auch die Villa Kunterbunt, bekannt aus Astrid Lindgrens Pippi-Langstrumpf-Büchern. Es ist das Originalgebäude aus den Filmen, die alle auf der Insel gedreht wurden. In dem Gebäude ist das Jäckchen von Herrn Nilsson, Pippis Äffchen, zu sehen, aber auch die Schreibmaschine, auf der Astrid Lindgren ihre Geschichten schrieb.
Seit 1995 finden jährlich in Rone die „offiziellen“ Kubb-Weltmeisterschaften statt. Dabei kamen im Jahr 2002 insgesamt 192 Teams mit jeweils sechs Mitgliedern zusammen, um den Titel zu erringen. Das Alter der Teilnehmer lag zwischen 8 und 85 Jahren.
Die größte Enduroveranstaltung der Welt, das Gotland Grand National, findet jährlich am ersten Novemberwochenende mit über 2200 Teilnehmern in Tofta, 15 km südlich von Visby, statt.

### Verkehr

#### Schiffsverbindungen

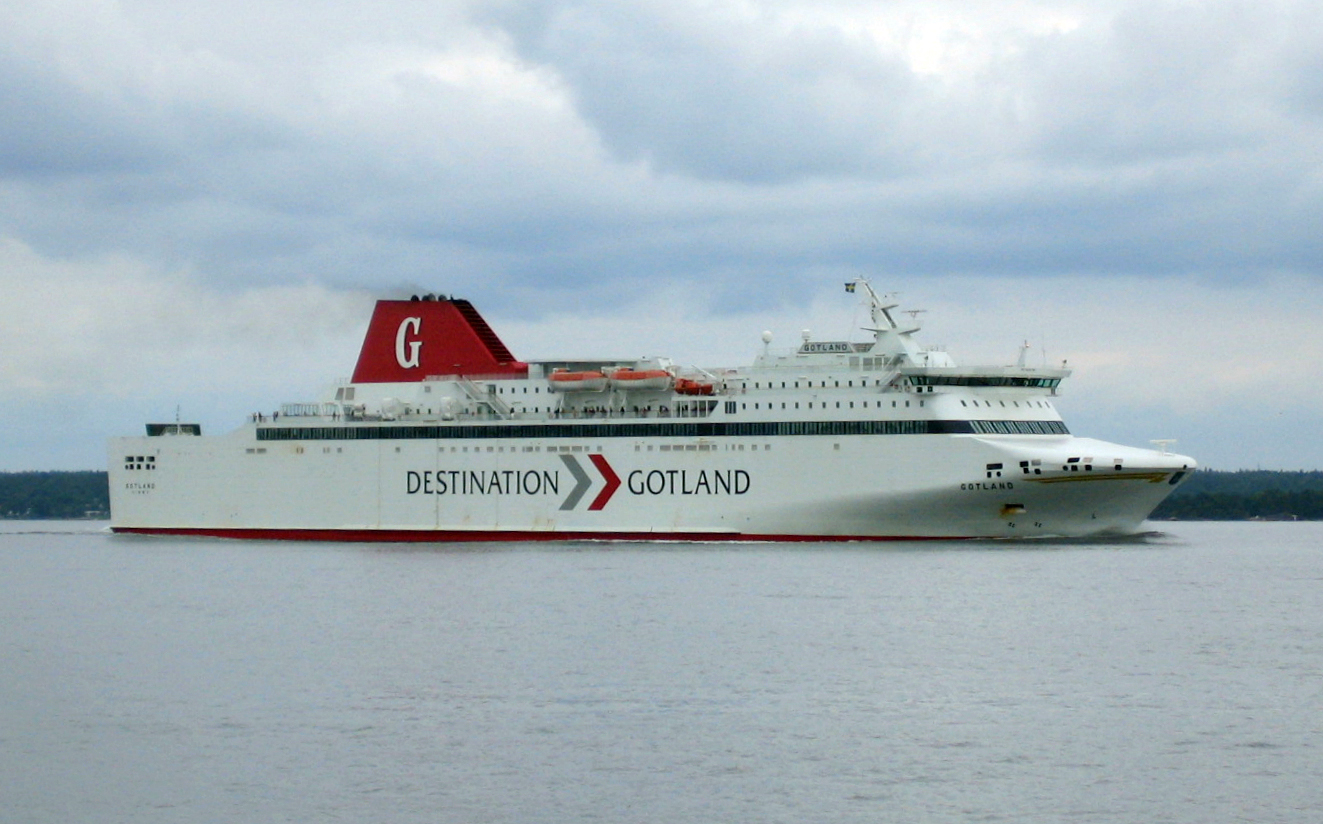
Die MS Gotland

Von den Festlandhäfen Oskarshamn und Nynäshamn, zumindest 2017 auch saisonal von Västervik, existieren Fährverbindungen der Reederei Destination Gotland nach Visby. Von Herbst 2021 bis Ende 2022 gab es eine wöchentliche Fährverbindung der Reederei Hansa Destinations von Visby über Nynäshamn nach Rostock. Zur benachbarten Insel Fårö besteht eine unentgeltliche Fährverbindung von Fårösund aus. Die Insel Stora Karlsö kann im Sommer von Klintehamn aus mit dem Schiff erreicht werden (2024: 3. Mai bis 1. September, 2–3 Fahrten pro Tag), ebenso die Insel Gotska Sandön von Nynäshamn und Fårösund aus (2024: 24. Mai bis 10. September, 3 Fahrten pro Woche).

#### Luftverkehr
Visby verfügt über einen Flughafen, der von Stockholm und einigen anderen schwedischen Städten angeflogen wird. Es bestehen auch Verbindungen nach Helsinki und Oslo durch die Fluggesellschaft Gotlandsflyg. Von 2009 bis 2011 bestand während der Sommermonate eine Direktflugverbindung mit Berlin durch Air Berlin. Im August 2022 werden erstmals von Lübeck Air vier Direktflüge von Lübeck nach Visby angeboten.

#### Busverkehr
In Visby verkehren mehrere Stadtbuslinien. Der Rest der Insel ist durch Regionalbusverkehre erschlossen, die meist vom Busbahnhof in Visby starten. Ergänzend gibt es bedarfsgesteuerte Verkehre.

#### Eisenbahngeschichte
Im Jahre 1878 wurde die erste Eisenbahn auf Gotland eingeweiht. Die Strecke ging von Visby nach Hemse. Bis 1921 wurde die Strecke nach Norden und Süden verlängert. Daneben baute man ergänzende Strecken sowie wenige kurze Feldbahnen für den Kalksteintransport. Mit Ausnahme je einer rekonstruierten kurzen Museumsbahn und Feldbahn sind die Eisenbahnstrecken heute nicht mehr vorhanden.

### Steinindustrie
Kalkstein wurde seit der Vorzeit als Baumaterial verwendet. Trockenmauerwerk (schwed. Kallmur genannt) ist Teil einiger prähistorischer Rösen (Kauparve) und Fornburgen (Torsburg). Besonders viele Kalksteinbauten wurden während des Mittelalters errichtet. In Visby zeugen vor allem die Ringmauer, die Kirchenruinen und die Speicher davon. Die mittelalterlichen Steinbrüche lagen in Bro, Hejdeby und nördlich von Visby. Der Kalksteinbruch wurde bis Mitte des 17. Jahrhunderts von den Bauern durchgeführt. Steine wurden wohl bereits vor dem Dombau in Lund (1103–1145) in die Städte an der Ostsee exportiert. Im Mittelalter wurde mit dem Brennen von Kalk begonnen. Es erfolgte zunächst in kleinen Meilern für den Hausbedarf. Ein mittelalterlicher Brennofen wurde während der 1970er Jahre außerhalb von Nordergravar entdeckt. Man nimmt an, dass er im Zusammenhang mit dem Bau der Ringmauer von Visby genutzt wurde. Mit dem 1161 erteilten Handelsprivileg von Heinrich dem Löwen eigneten sich die Visbyer Hanseleute die einträgliche Kalkindustrie an. Zuvor unbedeutende Plätze wie Barläst, Bläse, Fårösund, Kappelshamn, Katthammarsvik, Kyllaj, Länna, Lauters, Lergrav, Lörge, Sankt Olofsholm, Storugns und Värnevik blühten auf. Voraussetzung für eine lukrative Kalkherstellung war ein Steinbruch in der Nähe eines Hafens. Dort wurden Kalköfen errichtet, die vom 17. bis in die Mitte des 19. Jahrhunderts für die Insel prägend wurden. Zu Beginn des 17. Jahrhunderts wurde der erste dieser großen Brennöfen auf St. Olofsholm erbaut. Es gibt eine Beschreibung des vorindustriellen Brennvorganges von Carl von Linné, der die Insel im Jahre 1741 besuchte. Restaurierte Kalköfen stehen heute als Industriedenkmäler in Barläst und Kyllaj.
Sandstein gibt es in dem Gebiet von Grötlingbo bis zur Südspitze der Insel. Die Steinbrüche, in denen seit frühgeschichtlicher Zeit Steine gebrochen und bearbeitet wurden, lagen hier nahe beieinander. Im Mittelalter wurden Baumaterial für Kirchen und andere Häuser sowie Steinblöcke für die Herstellung von Taufsteinen – sowohl für die eigenen Kirchen als auch für den Export – gewonnen.

### Weinbau
Aufgrund des Klimawandels kam der ehemalige Softwarespezialist Lauri Pappinen im Jahre 2000 auf die Idee, auf Gotland Wein anzubauen. Nach ersten Versuchen setzte er auf die Rebsorten Rondo, Phoenix und Solaris. Sein Weingut „Gutevin“ professionalisierte sich und bekam mehrere Konkurrenten, darunter „Vinhuset Halls Huk“. Gemeinsam bilden sie, weit nördlich der früher angenommenen Weingrenze von 52° N, eines der nördlichsten Weinanbaugebiete Europas.

### Militär
Aufgrund der veränderten Sicherheitslage in der Ostsee wurde zum 1. Januar 2018 das Gotland-Regiment (P 18) wieder aufgestellt und befindet sich seitdem ebenso wie die Stridsgrupp Gotland, zu der es gehört und die einer verkleinerten Brigade entspricht, im Aufbau. Die Kaserne entsteht in Tofta südlich Visby und beherbergt im Frühjahr 2024 370 Personen. Daneben bestehen auf Gotland noch das Gotlandsbataillon der Heimwehr, eine Überwachungszentrale der Marine und seit den 1950er Jahren ein Stützpunkt der Luftwaffe, dem allerdings keine fliegende Einheit dauerhaft zugewiesen ist.